# Regeringen Moltke III
Regeringen Moltke III var Danmarks regering 13. juli 1851 – 18. oktober 1851. Blev også kaldt juliministeriet.
Den bestod af følgende ministre:
- Premierminister: A.W. Moltke
- Udenrigsminister: H.C. Reedtz
- Finansminister: W.C.E. Sponneck
- Indenrigsminister: F.F. Tillisch
- Justitsminister: A.W. Scheel
- Minister for Kirke- og Undervisningsvæsenet: J.N. Madvig
- Krigsminister: J.S. Fibiger
- Marineminister: C.E. van Dockum
- Ministre uden portefølje: C. Moltke
- Minister for Slesvig: C.E. Bardenfleth